# Comuna Proletarske, Rozivka
Proletarske (în ucraineană Пролетарське) este o comună în raionul Rozivka, regiunea Zaporijjea, Ucraina, formată din satele Marînopil, Nadiine, Proletarske (reședința) și Zelenopil.

## Demografie
Componența lingvistică a comunei Proletarske
     Ucraineană (85,88%)
     Rusă (13,06%)
     Alte limbi (0,99%)
Conform recensământului din 2001, majoritatea populației comunei Proletarske era vorbitoare de ucraineană (85,88%), existând în minoritate și vorbitori de rusă (13,06%).